# Eragrostis homomalla
Eragrostis homomalla är en gräsart som beskrevs av Christian Gottfried Daniel Nees von Esenbeck. Eragrostis homomalla ingår i släktet kärleksgrässläktet, och familjen gräs. Inga underarter finns listade i Catalogue of Life.